# Бребера, Станислав
Станисла́в Бребе́ра (чеш. Stanislav Brebera; 10 августа 1925, Пршелоуч — 11 мая 2012, Пардубице) — чешский химик. Создал один из видов пластичной взрывчатки «Семтекс», известной по успешному применению против американцев во Вьетнамской войне и некоторым терактам, например, авиакатастрофой над Локерби.

## Биография
Родился 10 августа 1925 года в городе Пршелоуче (Чехословакия, ныне — район Пардубице, Чехия). С 1945 года член коммунистической партии Чехословакии и учился в Чешском техническом университете (ныне Высшая школа химической технологии). В 1964 году в пригороде города Пардубице наладил промышленное производство «Семтекса».